# Старий Радзеюв (Куявсько-Поморське воєводство)
Старий Радзеюв (пол. Stary Radziejów) — село в Польщі, у гміні Радзеюв Радзейовського повіту Куявсько-Поморського воєводства.
Населення — 227 осіб (2011).
У 1975-1998 роках село належало до Влоцлавського воєводства.

## Демографія
Демографічна структура станом на 31 березня 2011 року:
|          | Загалом | Допрацездатний вік | Працездатний вік | Постпрацездатний вік |
| -------- | ------- | ------------------ | ---------------- | -------------------- |
| Чоловіки | 120     | 23                 | 89               | 8                    |
| Жінки    | 107     | 18                 | 66               | 23                   |
| Разом    | 227     | 41                 | 155              | 31                   |